# Albert Scanlon
Albert Scanlon (Hulme, 10 ottobre 1935 – Salford, 22 dicembre 2009) è stato un calciatore inglese, di ruolo attaccante.
Sopravvisse al disastro aereo di Monaco di Baviera.

## Carriera
Giocò nella massima serie inglese con Manchester United e Newcastle United. Con i red devils prese parte anche a 3 partite della Coppa dei Campioni 1957-1958.

## Palmarès

### Club

#### Competizioni nazionali
- Campionato inglese: 2

Manchester United: 1955-1956, 1956-1957
- Community Shield: 2

Manchester United: 1956, 1957